# Urs Kindhäuser
Urs Konrad Kindhäuser (Gießen, Alemania, 28 de mayo de 1949) es un jurista y profesor de Derecho penal alemán.

## Biografía
Urs Kindhäuser nació en 1949, hijo del doctor Josef Kindhäuser y de Ruth Klein. En 1968 obtiene el Abitur en el Gymnasium de su ciudad natal. Ese mismo año comenzó sus estudios en ciencia jurídica en la Universidad de Gießen, sin embargo debe interrumpirlos entre 1969 y 1970 para hacer el Zivildienst, o servicio civil alemán. En 1971 retomó sus estudios, que realizó en las universidades de Gießen, Marburg, Múnich y Friburgo. En esta última ciudad rindió su primer examen estatal de ciencias jurídicas, el 14 de junio de 1976. Los tres años siguientes realizó su servicio de preparación jurídica en el Landgericht de Baden-Baden. El 19 de junio de 1979 rindió su segundo examen de ciencias jurídicas, esta vez en Stuttgart, y un mes más tarde recibió el título de doctor iuris por la Universidad de Friburgo.
Entre 1979 y 1980 ejerció como asistente científico en la Universidad de Mannheim, y entre 1980 y 1982 fue juez y fiscal de la corte distrital (Amstgericht) de Baden-Baden. Trabajó como asistente del profesor Alexander Hollerbach y realizó su proceso de habilitación en derecho penal con el profesor Klaus Tiedemann entre 1982 y 1987. Ese año fue habilitado, el 14 de mayo, recibiendo el "permiso para lectura" (o venia legendi) en derecho penal, derecho procesal penal y filosofía del derecho.
Ha ejercido la docencia en la Universidad de Fráncfort del Meno, la Universidad de Friburgo, la Universidad de Bonn, y la Universidad de Rostock, y ha sido decano de estas dos últimas. Es profesor honorario de la Universidad de Piura y doctor honoris causa de la Universidad de Huánuco, ambas del Perú.

## Monografías
1) Intentionale Handlung. Sprachphilosophische Untersuchungen zum Verständnis von Handlung im Strafrecht, Berlín 1980.
2) Gefährdung als Straftat. Rechtstheoretische Untersuchungen zur Dogmatik der abs- trakten und konkreten Gefährdungsdelikte, Frankfurt/M 1989.
3) Derecho penal de la culpabilidad y conducta peligrosa, Bogotá 1996.
4) La estafa como autoría mediata tipificada, Bogotá 2002.
5) Estudios de derecho penal patrimonial, Lima 2002.
6) Cuestiones fundamentales de la coautoría, Bogotá 2003.
7) Cuestiones actuales de derecho penal general y patrimonial, Lima 2005 (zusammen mit Percy García Cavero und Nuria Pastor Muñoz).
8) Crítica a la teoría de la imputación objetiva y función del tipo subjetivo, Lima 2007.
9) Teoría de las normas y sistemática del delito, Lima 2008.
10) Pena y culpabilidad en el estado democrático de derecho, Lima 2009.
11) Imputación objetiva e imputación subjetiva en derecho penal, Lima 2009 (zusammen mit Miguel Polaino-Orts).
12) Normativismo en derecho penal. Estudios de dogmática jurídico-penal, Resistencia (Argentinien), 2011 (zusammen mit Miguel Polaino-Orts).
13) Imputación normativa. Aspectos objetivo y subjetivo de la imputación penal, Resistencia (Argentinien), 2011 (zusammen mit Miguel Polaino-Orts und Fernando Corcino Barrueta).
14) Pena y culpabilidad en el estado democrático de derecho, erweiterte Neuauflage von 10), Buenos Aires und Montevideo 2011 (zusammen mit Juan Pablo Mañalich Raffo).
15) La imputación subjetiva. Seis aportes fundamentales al debate jurídico-penal contemporáneo, Lima 2012 (zusammen mit Diego-Manuel Luzón Peña u.a.).
16) Tendencias del derecho penal contemporáneo, Bogotá 2012.
17) Política criminal y dogmática: una visión europea y uruguaya, Montevideo 2013 (zusammen mit Jorge Barrera u.a.).
18) La antijuridicidad en el derecho penal. Estudios sobre las normas permisivas y la legítima defensa, Buenos Aires und Montevideo 2013 (zusammen mit Juan Pablo Mañalich Raffo, Michael Pawlik und Javier Wilenmann).
19) O Sentido e o Conteúdo do Bem Jurídico Vida Humana, Coímbra (Portugal) 2013 (zusammen mit José de Faria Costa).
20) Bien jurídico, seguridad y hecho punible desde una perspectiva comunicativa del derecho penal, herausgegeben und eingeleitet von Esteban Mizrahi, La Matanza, San Justo (Argentinien), 2017.

## Manuales de Derecho Penal
1) Strafrecht Allgemeiner Teil, Lehrbuch, 8. Aufl. 2017.
2) Strafrecht Besonderer Teil I, Straftaten gegen Persönlichkeitsrechte, Staat und Ge- sellschaft, Lehrbuch, 8. Aufl. 2017.
3) Strafrecht Besonderer Teil II, Straftaten gegen Vermögensrechte, Lehrbuch, 9. Aufl. 2016.
4) Strafprozessrecht, Lehrbuch, 4. Aufl. 2015.
5) Strafrecht Allgemeiner Teil, Reihe „STUD JUR Grundlagenwissen“, 2. Aufl. 2002.
6) Strafrechts-Repetitorium Besonderer Teil I, Delikte gegen die Person und die Allge- meinheit, Reihe „STUD JUR Grundlagenwissen“, 2. Aufl. 2003.
7) Strafrecht Besonderer Teil II, Vermögensdelikte, Reihe „STUD JUR Grundlagen- wissen“, 2002.
8) Klausurtraining Strafrecht: Fälle und Lösungen, 3. Aufl. 2016 (zusammen mit Kay Schumann und Sebastian Lubig).
9) Taschen-Definitionen, Strafrecht, 2. Aufl. 2014.
10) Übersetzung der 6. Auflage von 1) ins Chinesische, Peking University Press, Beijing 2015 (Übersetzung von Cai Guisheng), 3. Nachdruck 2017.

## Comentarios a la legislación
1) Nomos Kommentar zum Strafgesetzbuch, 5. Aufl. 2017: 2. Abschnitt: §§ 32, 33; 19. Abschnitt: Vor § 242 – § 248c; 20. Abschnitt: Vor § 249 – § 256; 22. Abschnitt: §§ 263, 263a; 266; 266b; 24. Abschnitt: Vor § 283 – § 283d; 25. Abschnitt: § 291.
2) Frankfurter Kommentar zum Kartellrecht, Stand 2013:
Art. 81 EGV: Bußgeldrechtliche Folgen mit Verfahrensrecht; Art. 15 VO 17/62;
Art. 14 VO 4064/89 / FKVO.
3) Strafgesetzbuch. Lehr- und Praxiskommentar, 7. Aufl. 2017.

## Artículos Publicados
1) Basis-Handlungen, Rechtstheorie 1980, S. 479 ff.
2) Zur Definition qualitativer und komparativer Begriffe, Rechtstheorie 1981, S. 226 ff.
3) Kausalanalyse und Handlungszuschreibung, Goltdammer`s Archiv für Strafrecht 1982, S. 477 ff.
4) Der Vorsatz als Zurechnungskriterium, Zeitschrift für die gesamte Strafrechtswissenschaft 1984, S. 1 ff.
5) Rohe Tatsachen und normative Tatbestandsmerkmale, Juristische Ausbildung 1984, S. 465 ff. (Korrektur S. 672).
6) Normverstoß und natürliche Handlungseinheit - BGH, NJW 1984, 1568, Juristische Schulung 1985, S. 100 ff.
7) Artikel „Geltung II“, Staatslexikon, 7. Auflage, Freiburg 1986, Sp. 812 ff.
8) Rügepräklusion durch Schweigen im Strafverfahren, Neue Zeitschrift für Strafrecht 1987, S. 529 ff.
9) Das Beweismaß des Strafverfahrens. Zur Auslegung von § 261 StPO, Juristische Ausbildung 1988, S. 290 ff.
10) Artikel „Sanktion“, Staatslexikon, 7. Auflage, Freiburg 1988, Sp. 998 ff.
11) Artikel „Sitte und Brauch“, Staatslexikon, 7. Auflage, Freiburg 1988, Sp. 1181 ff.
12) Umweltstrafrecht - Bewährung oder Reform?, Neue Zeitschrift für Strafrecht 1988, S. 337 ff. (zusammen mit K. Tiedemann).
13) Artikel „Zwang“, Staatslexikon, 7. Auflage, Freiburg 1989, Sp. 1178 ff.
14) Personalität, Schuld und Vergeltung. Zur rechtsethischen Legitimation und Begren- zung der Kriminalstrafe, Goltdammer`s Archiv für Strafrecht 1989, S. 493 ff.
15) Zur Unterscheidung von Tat- und Rechtsirrtum, Goltdammer`s Archiv für Strafrecht 1990, S. 407 ff.
16) Strafe, Strafrechtsgut und Rechtsgüterschutz, in: Klaus Lüderssen/Cornelius Nestler- Tremel/Ewa Weigend (Hrsg.), Modernes Strafrecht und ultima-ratio-Prinzip, Frank- furt/M, 1990, S. 29 ff.
17) Zur Auslegung des Merkmals „vorteilhaft“ in § 264 Abs. 1 Nr. 1 StGB, Juristenzei- tung 1991, S. 492 ff.
18) Täuschung und Wahrheitsanspruch beim Betrug, Zeitschrift für die gesamte Straf- rechtswissenschaft 1991, S. 398 ff.
19) Sicherheitsstrafrecht - Gefahren des Strafrechts in der Risikogesellschaft, Universitas 1992, S. 227 ff.
20) Rechtstheoretische Grundfragen des Umweltstrafrechts, in: Klaus Letzgus u.a.(Hrsg.), Für Recht und Staat, Festschrift für Herbert Helmrich, 1994, S. 967 ff.
21) Zur Struktur des Wuchertatbestands, Neue Zeitschrift für Strafrecht 1994, S. 105 ff.
22) Erlaubtes Risiko und Sorgfaltswidrigkeit. Zur Struktur strafrechtlicher Fahrlässig- keitshaftung, Goltdammer's Archiv für Strafrecht 1994, S. 197 ff.
23) Zur Rechtfertigung von Pflicht- und Obliegenheitsverletzungen im Strafrecht, Jahr- buch für Recht und Ethik 1994, S. 339 ff.
24) Zur Legitimität der abstrakten Gefährdungsdelikte im Wirtschaftsstrafrecht, in: Bernd Schünemann, Carlos Suárez Gonzáles (Hrsg.), Bausteine eines europäischen Wirtschaftsstrafrechts. Madrid Colloquium, 1994, S. 125 ff.
25) Acerca de la legitimidad de los delitos de peligro abstracto en el ámbito del derecho penal económico, in: Hacia un derecho penal económico europeo. Jornadas en honor del Professor Klaus Tiedemann, Estudios jurídicos, Boletín official del estado, Mad- rid 1995, S. 441 ff.
26) Gegenstand und Kriterien der Zueignung beim Diebstahl, in: Ellen Schlüchter (Hrsg.), Kriminalistik und Strafrecht, Festschrift für Friedrich Geerds, 1995, S. 655 ff.
27) Rechtstreue als Schuldkategorie, Zeitschrift für die gesamte Strafrechtswissenschaft 1995, S. 701 ff.
28) Zur Anwendbarkeit der Regeln des Allgemeinen Teils auf den besonders schweren Fall des Diebstahls, in: Kurt Schmoller (Hrsg.), Festschrift für Otto Triffterer, 1996, S. 123 ff.
29) Betrug als vertypte mittelbare Täterschaft, in: Joachim Schulz/Thomas Vormbaum (Hrsg.), Festschrift für Günter Bemmann, 1997, S. 339 ff.
30) Zur Logik des Verbrechensaufbaus, in: Harald Koch (Hrsg.), Herausforderungen an das Recht: Alte Antworten auf neue Fragen?, 1997, S. 77 ff.
31) Rationaler Rechtsgüterschutz durch Verletzungs- und Gefährdungsverbote, in: Klaus Lüderssen (Hrsg.), Aufgeklärte Kriminalpolitik oder Kampf gegen das Böse?, 1998, Band 1, S. 263 ff.
32) Elementos fundamentales del derecho penal medioambiental alemán, Revista de Ciencias Penales, 1998, S. 497 ff.
33) La fidelidad al derecho como categoría de la culpabilidad, in: Diego-Manuel Luzón Peña, Santiago Mir Puig, Cuestiones actuales de la teoría del delito, Madrid 1999, 185 ff.
34) La apropiación en el hurto: objeto y límites, Revista del Poder Judicial 54 (1999), S. 139 ff.
35) Der Computerbetrug (§ 263a StGB) – ein Betrug?, in Erich Samson u.a. (Hrsg.), Festschrift für Gerald Grünwald, 1999, S. 285 ff.
36) Acerca de la distinction entre error de hecho y error de derecho, in: Frisch u.a. (Hrsg.), El Error en el Derecho Penal, Ad-hoc, Buenos Aires 1999, S. 139 ff.
37) La fidelidad al derecho como categoría de la culpabilidad (Übersetzung von 27), Re- vista Peruana de Doctrina & Jurisprudencia Penal, Lima, Band 1, 2000, S. 171 ff.
38) Handlungs- und normtheoretische Grundfragen der Mittäterschaft, in: Joachim Boh- nert u.a. (Hrsg.), Festschrift für Alexander Hollerbach, 20001, S. 627 ff.
39) La estafa por medio de computadoras, una estafa?, Revista Peruana de Doctrina & Jurisprudencia Penal, Lima, Band 2, 2001, S. 225 ff.
40) Zum Vermögensschaden beim Betrug, in: Cornelius Prittwitz u.a. (Hrsg.), Festschrift für Klaus Lüderssen, 2002, S. 635 ff.
41) Sobre el perjuicio patrimonial en la estafa, Actualidad Penal, Madrid, Nr. 17, 2002, S. 415 ff.
42) La estafa mediante cumputadoras en el código penal alemán (§ 263a StGB), in: San- tiago Mir Puig u.a. (Hrsg.), Estudios de derechno penal económico, Caracas 2002, S. 649 – 674.
43) Zum Tatbestand der Unterschlagung (§ 246 StGB), in: Dieter Dölling und Volker Erb (Hrsg.), Festschrift für Karl Heinz Gössel, 2002, S. 451 ff.
44) Cuestiones fundamentales de la coautoría, Revista Penal, 2003, S. 53 ff.
45) Cuestiones fundamentales de la coautoría, Revista Peruana des Doctrina Y Jurisprudencia Penales, 2003, S. 213 ff.
46) Zur Strafbarkeit ungenehmigter Drittmitteleinwerbung, Neue Zeitschrift für Straf- recht 2003, S. 291 ff. (zusammen mit B. Goy).
47) Pflichtverletzung und Schadenszurechnung bei der Untreue (§ 26 StGB), in: Dieter Dölling (Hrsg.), Jus humanum. Festschrift für Ernst-Joachim Lampe, 2003, S. 709 ff.
48) Zur Unterscheidung von Einverständnis und Einwilligung, in: Klaus Rogall u.a. (Hrsg.), Festschrift für Hans-Joachim Rudolphi, 2004, S. 135 ff.
49) Zum strafrechtlichen Schutz strafbar erworbenen Vermögens, in: Alfred Söllner u.a. (Hrsg.), Gedächtnisschrift für Meinhard Heinze, 2005, S. 447 ff.
50) Gleichgültigkeit als Vorsatz?, in: Jörg Arnold u.a. (Hrsg.), Menschengerechtes Strafen, Festschrift für Albin Eser, 2005, S. 345 ff.
51) Zur Vermögensverschiebung beim Betrug, in: Gunter Widmaier u.a. (Hrsg.), Festschrift für Hans Dahs, 2005, 65 ff.
52) Indiferencia como dolo?, Revista de Derecho, Universidad de Piura, Perú, 2005, S. 247 ff.
53) Übersetzung von 19) ins Chinesische in: Marxism and Reality, Bejing 2005, Nr. 3, S. 38-41 (Übersetzung von Guoliang Liu).
54) Objektive und subjektive Zurechnung beim Vorsatzdelikt, in B. Sharon Byrd u.a. (Hrsg.), Philosophia Practica Universalis, Festschrift für Joachim Hruschka, 2005, S. 527 ff.
55) Der Tatbestand des Betrugs (§ 263 StGB), Teil 1, Juristische Schulung 2006, S. 193 ff., Teil 2, Juristische Schulung 2006, S. 293 ff., Teil 3, Juristische Schulung 2006, S. 590 ff. (zusammen mit S. Nikolaus).
56) Schuld und Strafe. Zur Diskussion um ein „Feindstrafrecht“, in: Andreas Hoyer u.a. (Hrsg.), Festschrift für Friedrich-Christian Schroeder, 2006, S. 81 ff.
57) Retribución de la culpabilidad y prevención en el estado democrático de derecho, in: Manuel Cancio Meliá und Carlos Gómez-Jara Díez (Hrsg.), Derecho penal del ene- migo. El discurso penal de la exclusión, Madrid, Buenos Aires und Montevideo 2006, Band 2, S. 137 ff.
58) Imputación objetiva y subjetiva en el delito doloso, Annuario de Derecho Penal y Ciencias Penales, Tomo LIX, 2006, S. 64 ff.
59) Presupuestos de la corrupción punible en el Estado, la economía y la sociedad. Los delitos de corrupción en el Código penal alemán, in: Política criminal, Nr. 3, 2007 A1, p. 1-19 (http://www.politicacriminal.cl)
60) Zum Begriff der Beihilfe, in: Gerhard Danecker u.a. (Hrsg.), Festschrift für Harro Otto, 2007, S. 355 ff.
61) Der subjektive Tatbestand im Verbrechensaufbau. Zugleich eine Kritik der Lehre von der objektiven Zurechnung, Goltdammer's Archiv für Strafrecht 2007, S. 447 ff.
62) Konkludentes Täuschen, in: Ulrich Sieber u.a. (Hrsg.), Strafrecht und Wirtschafts- strafrecht, Festschrift für Klaus Tiedemann, 2008, S. 579 ff.
63) Culpabilidad jurídico-penal en el estado democrático de derecho, in: Universidad Nacional Mayor de San Marcos, Cuestiones actuales del sistema penal. Crisis y Desafíos, Lima 2008
64) Risikoerhöhung und Risikoverringerung, Zeitschrift für die gesamte Strafrechtswis- senschaft 2008, S. 481 ff.
65) El tipo subjetivo en la construcción del delito. Una crítica a la teoría de la imputación objetiva, in: InDret, Revista para el Análisis del Derecho, Nr. 4, Barcelona, Oktober 2008 (http://www.indret.com/es/).
66) Imputación objetiva y subjetiva en el delito doloso, Revista de Derecho Penal, Deli- tos de peligro – II, Buenos Aires, 2008-1, S. 611 ff.
67) Übersetzung von 54) ins Chinesische, Criminal Law Review, Vol. 23, Beijing 2008, S. 219-231 (Übersetzung von Wen Fan).
67a) Übersetzung von 54) ins Chinesische, Tsinghua Law Review, Vol. 3, Nr. 1, Beijing 2008, S. 150-163 (Übersetzung von Wen Fan).
68) Culpabilidad jurídico-penal en el estado democrático de derecho, in: Revista Brasileira de Ciências Criminais, Ano 17, n.78, 2009, S.75 ff.
69) Incremento del riesgo y disminución del riesgo, in: Marcelo A. Sancinetti (Hrsg.), Causalidad, riesgo e imputación, Buenos Aires 2009, S. 573 ff.
70) La posición del damnificado en el proceso penal, in: Hans-Jörg Albrecht u.a. (Hrsg.), Criminalidad, evolución del Derecho penal y crítica al Derecho penal en la actualidad. Simposio argentino-alemán, Buenos Aires 2009, S. 143 ff.
71) Culpabilidad jurídico-penal en el estado democrático de derecho, in: Revista de Derecho, Universidad de Piura, Vol. 10, 2009, S. 137 ff.
72) La lógica de la construcción del delito, in: Revista de Análisis Especializado de Jurisprudencia, Tomo 14, 2009, S. 491 ff.
73) Schuld und Strafe. Zur Diskussion um ein „Feindstrafrecht“, in: Thomas Vormbaum (Hrsg.), Kritik des Feindstrafrechts, 2009, S. 63 ff.; Wiederabdruck von 56)
74) Estructura y legitimación de los delitos de peligro en el derecho penal, in: Gazeta penal & procesal penal, Lima, 2009, S. 391 ff.
75) Die deutsche Strafrechtsdogmatik zwischen Anpassung und Selbstbehauptung – Grenzkontrolle der Kriminalpolitik durch die Dogmatik, Zeitschrift für die gesamte Strafrechtswissenschaft 2009, S. 481 ff.
76) Strafrechtliche Schuld im demokratischen Rechtsstaat, in: Felix Herzog/Ulfrid Neumann (Hrsg.), Festschrift für Winfried Hassemer, 2010, S. 761 ff.
77) Übersetzung von 48) ins Chinesische in: Criminal Science, Bejing 2010, Nr. 4, S. 110 – 120 (Übersetzung von Cai Guisheng).
78) Zum sog. „unerlaubten“ Risiko, in: René Bloy u.a. (Hrsg.), Gerechte Strafe und legi- times Strafrecht. Festschrift für Manfred Maiwald, 2010, S. 397 ff.
79) El consentimiento en el derecho penal. Reflexiones desde la teoría de las normas, in: Manuel Da Costa Andrada u.a. (Hrsg.), Estudios em homenagem ao Prof. Doutor Jorge de Figueiredo Dias, Volume II, Coímbra 2009, S. 599 ff.
80) Rechtsgüterschutz durch Gefährdungsdelikte, in: Knut Amelung u.a. (Hrsg.), Fest- schrift für Volker Krey, 2010, S. 249 ff.
81) Personalidad, culpabilidad y retribución de la legitimación y fundamentación ético- jurídica de la pena criminal, in: Derecho y Humanidades, Nr. 16 Vol. 1, Chile 2010, S. 31 ff.
81) Sobre el engaño concluyente, in: Guillermo J. Yacobucci u.a. (Hrsg.), Derecho Penal Empresario, Buenos Aires 2010, S. 267 ff.
82) Normtheoretische Überlegungen zur Einwilligung im Strafrecht, Goltdammer's Ar- chiv für Strafrecht 2010, S. 490 ff.
83) Übersetzung von 75) ins Chinesische in: Journal of National Prosecutors College, Beijing 2010, Nr. 5, S. 144-150 (Übersetzung von Cai Guisheng).
84) Acerca de la concepción de la prevención criminal de Cesare Beccaria, Revista Brasileira de Ciências Criminais Nr. 87, Sao Paulo 2010, S. 150 ff.
85) Acerca de la demarcación del suicidio y el homicidio, in: José de Faria Costa/Inês Fernandes Godinho (Hrsg.), As Novas Questões Em Torno Da Vida E Da Morte Em Direito Penal. Uma Perspectiva Integrada, Coímbra (Portugal) 2010, S. 25 ff.
86) Aumento de risco e diminuição de risco, Revista Portuguesa de Ciência Criminal, Bd. 20, Coímbra 2010, S. 11 ff.
87) Cómo se evitan los delitos, in: Jean Pierrre Matus (Hrsg.), Beccaria, 259 años después Dei Delitti E Delle Pene. De la obra maestra a los becarios. Humboldt Kolleg Santiago de Chile Julio de 2010, S. 467 ff.
88) Übersetzung von 82) ins Chinesische in: Xingliang Chen (Hrsg.), Criminal Law Re- view, Vol, 27, Beijing 2010, S. 152-170 (Übersetzung von Cai Guisheng).
89) Übersetzung von 64) ins Chinesische in: „Rechtswissenschaft“ (Falu Kexue), 2010, Nr. 3 (Übersetzung von Chen Xuan)
90) Zum strafrechtlichen Handlungsbegriff, in: Hans-Ullrich Paeeffgen u.a. (Hrsg.), Festschrift für Ingeborg Puppe, 2011, S. 39 ff.
91) “Wie man Verbrechen vorbeugt” – Zu Cesare Beccarias Konzeption der Kriminal- prävention, in: Manfred Heinrich u.a. (Hrsg.), Strafrecht als Scientia Universalis, Festschrift für Claus Roxin zum 80. Geburtstag, 2011, S. 39 ff.
92) Voraussetzungen strafbarer Korruption in Staat, Wirtschaft und Gesellschaft, ZIS – Zeitschrift für Internationale Strafrechtsdogmatik, 2011. S. 461 ff. (http://www.zis-online.com)
93) Artikel „Handlung“, in: Enzyklopädie zur Rechtsphilosophie, Hrsg. v. Anderheiden, Auer, Gutmann, Kirste, Saliger, Schulz. Erstpublikation Juli 2011, URL= https://web.archive.org/web/20121011135426/http://www.enzyklopaedie-rechtsphilosophie.net/Joomla/)
94) El tipo subjetivo en la construcción del delito. Una crítica a la teoría de la imputación objetiva, Cuadernos de política criminal. Segunda época, Nr. 103 (2011), S. 5 ff.
95) Infracción de deber y autoría – una crítica a la teoría del dominio del hecho, Revista de Estudios de la Justicia, Nr. 14, Santiago (Chile) 2011, S. 41-53.
96) Concepto de patrimonio y perjuicio patrimonial. Los defectos congénitos de la doctrina económica del perjuicio patrimonial en el derecho penal, Anuario de Derecho Penal Económico y de la Empresa, Nr. 1, Perú (Lima) 2011, S. 51-58.
97) Estructura y legitimación de los delitos de peligro del derecho penal, in: José Urquizo Olaecha u.a. (Hrsg.), Dogmática Penal de Derecho Penal Económico y Política Criminal. Homenaje a Klaus Tiedemann, Lima 2011, S. 1115 ff.
98) Pena, bem-jurídico penal e proteção de benes jurídicos, Revista Brasileira de Ciências Criminais, Sao Paulo, Ano 20, n. 95, 2012, S. 85 ff. (Übersetzung von Beatriz Correa Camargo)
99) Qué es la imprudencia?, Anuario de Derecho Penal Económico y de la Empresa, Nr. 2, Perú (Lima) 2012, S. 239 ff.
100) Cuestiones fundamentales del derecho penal económico, Revista Argentina de Derecho Penal y Procesal Penal, Buenos Aires, Nr. 5, 2012 (http://www.ijeditores.com.ar/articulos.php?idarticulo=63372&print=2)
101) Acerca del concepto jurídico penal de acción, Cuadernos de Derecho Penal, Nr. 7, Bogotá (Kolumbien) 2012, S. 11 ff.
102) Los tipos de delito en el derecho penal económico, Derecho Penal Contemporáneo. Revista Internacional, Nr. 40, Bogotá (Kolumbien) 2012, S. 145 ff.
103) Übersetzung von 61) ins Chinesische in: Criminal Law Review, Vol. 30, Beijing 2012, Beijing Universität Verlag, S.181-199 (Übersetzung von Cai Guisheng).
104) Zurechnung bei alternativer Kausalität, Goltdammer's Archiv für Strafrecht 2012, S. 134 ff.
105) Acerca de la delimitación entre dolo e imprudencia, in: Revista Jurídica – Mario Alario D’Filippo, Vol. 4, n.º 1, Cartagena (Kolumbien), 2012, S. 8 – 18.
106) Zur möglichen Beeinträchtigung von Strafverfahren durch Medien (Strafbare Handlungen durch Publikationen, die die Vertraulichkeit der Ermittlungen verletzen, das Verfahren beeinflussen oder gegen die Unschuldsvermutung verstoßen), in deutscher und türkischer Sprache, in: Adem Sözüer )Hrsg.), Dünyada ve Türkiye’de Ceza Hukuku Reformlari Kongresi / Congress on the Criminal Law Reforms in the World and in Turkey, Istanbul 2013, Band 1, S. 25-51 (Übersetzung von Sedar Talas).
107) Übersetzung von 104) ins Griechische, in: Poiniké Dikaiosúne, Athen, 2013, S. 62- 70 (Übersetzung von Konstantin Vathiotis).
108) Los tipos de delito en el derecho penal económico, in: Jesús-Maria Silva Sánchez/Fernando Miró Llinares (Hrsg.), La teoría del delito en la Práctica Penal Económica, Madrid 2013, S. 69 – 82.
109) Sobre la posible afectación de procesos penales por los medios de comunicación, in: Alex van Weezel (Hrsg.), Humanizar y Renovar el Derecho Penal. Estudios en Memoria de Enrique Cury, Santiago de Chile 2013, S. 1119-1135.
110) Imputación objetiva y subjetiva en el delito doloso, Revista Brasileira de Ciências Criminais, Ano 21, n. 100, 2013, S. 155 - 173.
111) Análisis causal y adscripciones de acción, in: Derecho Penal Contemporáneo. Revista Internacional, Bogotá (Kolumbien), 2013, Band 43, S. 79-120
112) Übersetzung von 64) ins Chinesische in: Science of Law, Falü Klexue, Verlag Northwest University of Politics and Law, Xi’An (China), Nr. 4, Vol. 31, 2013, S.193-201 (Übersetzung von Chen Xuan).
113) Zur Genese der Formel "das Recht braucht dem Unrecht nicht zu weichen", in: Georg Freund u.a. (Hrsg.), Grundlagen und Dogmatik des gesamten Strafrechtssystems. Festschrift für Wolfgang Frisch, 2013, S. 493-510.
114) Qué es la imprudencia?, in: Juan Pablo Mañalich Raffo (Coordinador), La Ciencia Penal en la Universidad de Chile. Libro Homenaje a los Profesores del Departamento de Ciencias Penales de la Facultad de Derecho de la Universidad de Chile, Santiago de Chile 2013, S. 217-228.
115) Zur möglichen Beeinträchtigung von Strafverfahren durch Medien, in: Mark A. Zöller u.a. (Hrsg.), Gesamte Strafrechtswissenschaft in internationaler Dimension. Festschrift für Jürgen Wolter zum 70. Geburtstag, 2013, S. 979-993.
116) Imputación objetiva y subjetiva en el delito doloso, Revista Brasileira de Ciências Criminais, Sao Paulo, Ano 21, n.100, 2013, S. 155-173. 75 ff.
117) Acerca del contenido y la función del concepto jurídico penal de acción, in: Felipe Villavicencio Terreros u.a. (Hrsg.), Temas de ciencias penales. Libro Homenaje al 50° Aniversario de la Universidad de San Martín de Porres, Vol. I, Lima (Perú) 2013, S. 345-356.
118) Vigencia de la norma y protección de bienes jurídicos, in: Ricardo Posada Maya (Hrsg.), Discriminación, principio de jurisdicción universal y temas de derecho pe- nal, Universidad de los Andes, Ediciones Uniandes, Bogotá (Kolumbien) 2013, S. 3- 17.
119) Strafrechtliche Schuld im demokratischen Rechtsstaat, Biomedical Law and Ethics, hrsg. von EWHA Institute for Biomedical Law and Ethics, Seoul (Korea), Volume 7, Number 1, June 2013, S. 101-127.
120) Forma, contenido y posición sistemática del consentimiento en el derecho penal, in: José de Faria Costa/Urs Kindhäuser (Hrsg.), O sentido e o conteúdo do bem jurídico vida humana, Coímbra 2013, S. 7-24.
121) Acerca de la demarcación del suicidio y el homicidio, in: José de Faria Costa/Urs Kindhäuser (Hrsg.), O sentido e o conteúdo do bem jurídico vida humana, Coímbra 2013, S. 131-146.
122) Übersetzung von 30) ins Thailändische in: Thammasat Journal, Bangkok, Vol. 32, Nr. 3, 2013, S. 17-39 (Übersetzung von Kanpirom Komalarajun).
123) Zur Logik des Deliktsaufbaus, in: Prosecution Service, Korea, Band 9, 2013, S. 227- 265 (Übersetzung ins Koreanische von Ha Tae Young).
124) Objektive Zurechnung: Möglichkeiten und Grenzen, in: New Reports in Criminal Law, Beijing, Vol. 10, 2013, S. 113-122 (Übersetzung ins Chinesische von Chen Xuan).
125) Rechtsgüterschutz durch Gefährdungsdelikte, in: New Reports in Criminal Law, Bei- jing Vol. 10, 2013, S. 207-222 (Übersetzung ins Chinesische von Cai Guisheng)
126) Übersetzung von 30) ins Chinesische in: Peking University Law Journal, Beijing, Vol. 26, 2014, S. 198-208 (Übersetzung von Chen Xuan).
127) Hechos brutos y elementos normativos del tipo, in: InDret, Revista para el Análisis del Derecho, (http://www.indret.com/es/), Barcelona, Nr. 2, 2014 (Übersetzung Übersetzung von Orlando Humberto de la Vega Martinis).
128) Derecho penal de la seguridad: Los peligros del derecho penal en la sociedad de riesgo, in: Cuadernos de Derecho Penal. De la criminología positivista al derecho penal de hoy, Universidad Sergio Arboleda, Heft 10, Bogotá (Kolumbien), 2014, S. 13-26 (Übersetzung von Orlando Humberto de la Vega Martinis).
129) Übersetzung von 62) ins Chinesische, Fudan Universy Law Review, Law Press, Beijing 2014, S. 375-395 (Übersetzung von Cai Guisheng).
130) Derecho penal de la seguridad: Los peligros del derecho penal en la sociedad de riesgo, in: La Facultad de Derecho y Ciencia Política (Hrsg.), Libro homenaje por el cincuenta aniversario de la Universidad Nacional Federico Villareal, Lima (Perú) 2014, S. 375-387.
131) Übersetzung von 78) ins Chinesische in: Chen Xinliang (Hrsg.), Criminal Law Review, Bd. 34, 2014 S. 220-235 (Übersetzung von Chen Xuan)
132) Sobre o conceito de auxilio no direito penal, Revista Brasileira de Ciências Criminais, Sao Paulo, Ano 22, n. 108, 2014, S. 127-147 (Übersetzung von Beatriz Corrêa Camargo und Bruno de Oliveira Moura).
133) Übersetzung von 9) ins Türkische in: Yener Ünver (Hrsg.), Ceza Muhakemesi Hukukunda. Delil ve Ispat, Festschrift für Veli Özer Özbek, Ankara 2014, S. 523- 539 (Übersetzung von Serkan Merakli).
134) Los peligros del derecho penal en la sociedad de riesgo, in: Giulliana Loza Ávalos (Hrsg.), Seguridad ciudadana y sistema penal, Anuario alerta informativa, Lima (Perú) 2014, S. 13-26.
135) Zur Funktion von Sorgfaltsnormen, in: Roland Hefendehl u.a. (Hrsg.), Streitbare Strafrechtswissenschaft. Festschrift für Bernd Schünemann, 2014, S. 143-156.
136) Análisis causal y adscripciones de acción, in: Derecho Penal y Criminología, Argentinien, Jahrgang IV, Nr. 8, 2014, S. 16-37 (Übersetzung von Orlando de la Vega Martinis).
137) Paraunsistemadelaprotecciónpenaldelpatrimonio y(hurto,estafa,exto receptación), in: Miguel Ontiveros (Hrsg.), Anuario Mexicano de Derecho Penal Económico, México 2015, S. 147-162 (Übersetzung von Andrés Schlack).
138) Imputazione oggetiva e soggettiva nel delitto doloso, in: Rivista Italiana di Diritto e Procedura Penale, Heft 1, Januar - März 2015, S. 59-76 (Übersetzung ins Italienische von Marta Borghi und Andrés Schlack).
139) Zur Kausalität im Strafrecht, in: Peter-Alexis Albrecht u.a. (Hrsg.), Festschrift für Walter Kargl, 2015, S. 253-272.
140) Derecho penal de seguridad. Los peligros del derecho penal en la sociedad del riesgo, in: Wolfgang Schöne (Hrsg.), Dignidad humana, estado de derecho y orden jurídico- penal sin fronteras, Asunción (Paraguay), 2015, S. 133-150.
141) Tareas de una dogmática jurídico-penal científica, in: Wolfgang Schöne (Hrsg.), Dignidad humana, estado de derecho y orden jurídico-penal sin fronteras, Asunción (Paraguay), 2015, S. 499-511.
142) The Fundamentals of the Crime of Fraud in German Criminal Law (dt. Strafrecht Besonderer Teil II, 6. Aufl. 2012, § 26), in: International Studies of Social Scences, Vol. 18, Shanghai 2015, S. 399-407 (Übersetzung von Ma Yinxiang und Cai Guisheng).
143) Rechtsgüterschutz und Normgeltung, in: Peking University Law Journal, 2015, S. 548-559 (Übersetzung von Chen Xuan).
144) Acerca de la fundamentación de las exigencias de cuidado, in: Revista de Estudios de la Justicia, Chile, Nr. 22, 2015, S. 15-29 (Übersetzung von Juan Pablo Mañalich Raffo).
145) Verursachen und Bedingen. Zur Regressverbotslehre Reinhard Franks, in: Carl- Friedrich Stuckenberg u.a. (Hrsg.), Strafe und Prozess im freiheitlichen Rechtsstaat. Festschrift für Hans-Ullrich Paeffgen, 2015, S. 129-151.
146) Zu einem “kommunikativen” Straftatmodell, in: Thomas Rotsch u.a. (Hrsg.), Strafrecht, Jugendstrafrecht, Kriminalprävention in Wissenschaft und Praxis, Festschrift für Heribert Ostendorf, 2015, S. 483-500.
147) Zur Alternativstruktur des strafrechtlichen Kausalbegriffs. Zugleich eine Entgegnung auf Puppes Kritik der condicio per quam, ZIS – Zeitschrift für Internationale Strafrechtsdogmatik, 2016, S. 574-593 ff. (http://www.zis-online.com)
148) Sicherheit und Strafrecht: Kritische Bemerkungen zur Lehre vom sog. Feindstraf- recht, in: Johannes Strangas u.a., Kollision, Feindschaft und Recht, Akten der Griechischen Gesellschaft für Rechtsphilosophische und Rechtshistorische Forschung, Band 7A, 2016, S. 547-569.
149) Zur Notwehr gegen rechtswidrige Vollstreckungsmaßnahmen. Zugleich Anmerkung zu BGH 1 StR 606/14 – Urteil vom 9. Juni 2015 (LG Stuttgart) = HRRS 2015 Nr. 764, HRR-Strafrecht.de. Online-Zeitschrift und Rechtsprechungsdatenbank, 2016, Heft 10, S. 439-443.
150) Artikel “Sanktionen” in: Ludger Kühnhardt/Tilman Mayer (Hrsg.), Bonner Enzyklopädie der Globalität, 2017, S. 1245-1257.
151) Criminal law science (Strafrechtswissenschaft), Revista Portuguesa de Ciência Criminal, 2017, S. 3-32.
152) Versuch und Wahn, in: Christoph Safferling u.a. (Hrsg.), Festschrift für Franz Streng, 2017. S. 325-342.
153) Zu Gegenstand und Aufgabe der Strafrechtswissenschaft, in: Jan C. Joerden/Kurt Schmoller (Hrsg.), Rechtsstaatliches Strafen. Festschrift für Keiichi Yamanaka, 2017, S. 443-465.
154) Straf-Recht und ultima-ratio-Prinzip, Zeitschrift für die gesamte Strafrechtswissenschaft, 2017 (Bd. 129), S. 382-389.
155) Zu Bierlings Theorie der Erlaubnisnormen, in: Dimitris Charalambis, jus, ars, philosophia et historia, Festschrift für Johannes Strangas, Baden-Baden 2017, S. 317-330.
156) On the Concept of Order in European Law Philosophy, Peking University Law Journal, 2017 (Vol. 29, n.º 4), S.1102-1110.
157) Zur „Drittwirkung“ strafrechtlicher Verhaltensnormen, in: Frank Saliger u.a. (Hrsg.), Rechtsstaatliches Strafrecht. Festschrift für Ulfrid Neumann, 2017, S. 917-930.
158) Zur Alternativstruktur des strafrechtlichen Kausalbegriffs. Zugleich eine Entgegnung auf Puppes Kritik der condicio per quam, Wiederabdruck von 147) in: Rotsch (Hrsg.). Zehn Jahre ZIS – Zeitschrift für Internationale Strafrechtsdogmatik. 2018, S. 183-231.
159) La alternativa como estructura de pensamiento en el derecho penal. Sobre la causalidad de la omisión, in: J.M. Aroso Linhares/I. Fernando Godinho (Hrsg.), Actas do coloquio a pena e o tempo, Coímbra 2017, S. 15-29